# Кармелюк (фильм, 1938)
«Кармелю́к» — историко-биографический фильм об Устиме Кармелюке (1787—1835), о героическом прошлом украинского народа. Снят в 1938 году режиссёром Георгием Тасиным на Одесской киностудии. На экраны СССР вышел 19 апреля 1939 года.

## Сюжет
Об событиях, имевших место в Западной Украине в первой половине XIX века, о борьбе крестьянства против панского ига.
 В ответ на жёсткий произвол панских гайдуков, сгоняющих крепостных на барщину при помощи нагаек, Устим Кармелюк поднимается на их защиту, он убивает управляющего своего помещика и прячется от расправы в глухих лесах Подолья. Там он собирает отряд примкнувших к нему повстанцев. Оказавшегося у него в руках крепостника пана Хлопицкого заставляет написать распоряжение о продаже арестованных крестьян помещику Грохольскому. Выдав себя за приехавшего с Волыни Грохольского, Кармелюк увозит арестованных с собой. Отряд наёмников с князем Тумановым во главе нападает на лагерь бунтовщиков. Но обманув их, крестьяне сами врываются в княжеский дворец. Сопротивление угнетённых всё более расширяется, но от внезапной пули, выпущенной Рутковским из засады, Кармелюк погибает.

## Исторический контекст
В период двух межвоенных десятилетий советскими студиями было снято около семи десятков игровых фильмов, в той или иной степени связанных с Польшей и полякам, для сравнения за тот же период фильмов о Германии было снято только около двадцати. Историк кино Мирон Черненко связывает это с вступившим в силу в 1921 году Рижским договором, несостоявшимся советско-польским сближением в последующие годы, а также обострением борьбы с религией, в первую очередь с католической и, как следствие, распространение с экрана недоверия, подозрительности и страха ко всему польскому. Вершиной такого кино в начале тридцатых годов был немая картина «Кармелюк» 1931 года режиссёра Фауста Лопатинского, позже озвученная в 1936 году. Так что версия Георгия Тасина не была первой. 

Любопытно, что изменениям подверглась и сама судьба героя — у Лопатинского, как подобает в народной легенде, герой оставался целым и невредимым и уходил в будущее ради новых подвигов; у Тасина, в соответствии с каноном историко-революционного биографического фильма, сформировавшимся в ту пору, герой завершал свою жизненную миссию героической гибелью.
— Мирон Черненко

## Производство
Для натурных съёмок были выбраны места на Правобережной Украине:
Съёмки происходили в местах, где некогда сражался легендарный крестьянский герой, там, где народ особенно бережно хранит память о Кармелюке. За десятки километров приходили люди на съёмочную площадку, чтобы посмотреть, таким ли будет Кармелюк в фильме, каким сберегли его народная память и молва. И, видимо, сумел Хвыля познать самое главное в образе героя, потому что во всей округе его стали звать Кармелюком. И на свадьбу пригласили не артиста Хвылю, а «товарища Кармелюка».А. Тараскин, «Александр Хвыля» 1969

## В ролях
| Актёр               | Роль             |
| ------------------- | ---------------- |
| Александр Хвыля     | Устим Кармелюк   |
| Наталия Ужвий       | Оляна            |
| Евгений Пономаренко | Степан Хорь      |
| Николай Комиссаров  | князь Туманов    |
| Владимир Лисовский  | Августин         |
| Дмитрий Милютенко   | сын Коваля Ярема |
| Гнат Юра            | пан Опанасенко   |
| Терентий Юра        | пан Варениця     |
| Дмитрий Голубинский | пан Хлопицкий    |

| Актёр              | Роль                 |
| ------------------ | -------------------- |
| Анна Мещерская     | Хлопицкая            |
| Сергей Петров      | литинский заседатель |
| Борис Авшаров      | шляхтич Рутковский   |
| Генрих Григонис    | поп                  |
| П. Радецкий        | сын Кармелюка Остап  |
| С. Дубровский      | шляхтич Ольшевский   |
| Н. Захаров         | Тимоха Сидоров       |
| Илья Березняк      | Родион Коваль        |
| Владимир Уральский | эпизод               |

## Съёмочная группа
- Автор сценария: Владимир Суходольский, Георгий Тасин
- Режиссёр: Георгий Тасин
- Оператор: Михаил Бельский
- Художник: Милиция Симашкевич, А. Хурмузи
- Композитор: Михаил Вериковский
- Звукооператор: И. Дуценко